# 1+1
1+1 – ukraińska prywatna stacja telewizyjna. Należy do 1+1 Media Group.
Powstała w sierpniu 1995, rozpoczęła nadawanie we wrześniu tego samego roku, jako samodzielny kanał nadaje od 1997 r.
Do 2004 nadawała od 07:00 do 10:00 i od 14:00 do 02:00, od 14 lutego 2005 nadaje 24 godziny na dobę.
Obejmuje swoim zasięgiem 95% obszaru Ukrainy, z oglądalnością 18,3% (2006) zajmuje drugie miejsce na Ukrainie, od marca 2006 jako „1+1 International” obecna w sieciach kablowych USA i Kanady.
17 stycznia 2017 r. kanał przeszedł na format transmisji 16:9.